# Ramous
Ramous är en kommun i departementet Pyrénées-Atlantiques i regionen Nouvelle-Aquitaine i sydvästra Frankrike. Kommunen ligger i kantonen Orthez som tillhör arrondissementet Pau. År 2022 hade Ramous 484 invånare.

## Befolkningsutveckling
Antalet invånare i kommunen Ramous
| Referens: INSEE |